# U选1000
'U选1000是由新加坡报业控股旗下中文电台UFM100.3主办的中文歌曲排行榜，榜单由听众实名制投票产生，已成功举办11届。第一届始于2013年，由新加坡民众以实名制手机简讯投票的方式，选出华语歌坛最好听的500首歌曲。第二届开始改由网上投票产生，并由票选产生500首改为1000首歌曲。榜单推陈出新，伴随每年乐坛新势力的加入，令不同世代的好歌同时被看到听到。第三届时，已发展成为全新加坡最多人参与的中文歌曲排行榜，并将候选歌曲扩大到2000首，即从听众提名的5000多首预选最多提名的2000首用于投票。
第一届冠军歌曲是王菲的《红豆》；第二届是黄小琥的《没那么简单》；第三届适逢新加坡建国50周年，陈洁仪的《家》夺冠；第四届由田馥甄为台湾偶像电影《我的少女时代》演唱的主题曲《小幸运》夺冠，成为第一首空降冠军的新歌，更在第五届两年霸蝉联，她通过连线方式，与揭榜当天冒雨在Bugis Junction参加倒数活动的上千歌迷、听众互动，号召大家打开手机闪光灯缔造全场大合唱的盛况。第六届U选1000“终极倒数”移师室内举办，现场涌入超过3700观众，Facebook直播点击率一小时内破10万，同步在线观看人数逼近8000，续写新加坡第一榜佳绩，由周杰伦《告白气球》夺冠，他也预录视频致谢。秉持入选歌曲不分年代，100%“全民票选”精神继续发展，可以说是最具参考价值的中文歌曲“温度计”；第七届已进入提名阶段，孙燕姿、罗大佑分别代表流行与经典录制口号，呼吁大家参与提名、投票。本届冠军歌曲，将于4月19日揭晓，同样采用现场+线上直播方式进行，当天将有神秘来宾登台献唱。

## 首届 (2013)

### TOP10
| 排名 | 歌曲         | 歌手   |
| ---- | ------------ | ------ |
| 1    | 红豆         | 王菲   |
| 2    | 一笑而过     | 那英   |
| 3    | 情书         | 张学友 |
| 4    | 听海         | 张惠妹 |
| 5    | 出界         | 郑秀文 |
| 6    | 豆浆油条     | 林俊杰 |
| 7    | 好像好好爱你 | 周蕙   |
| 8    | 矜持         | 王菲   |
| 9    | 遇见         | 孙燕姿 |
| 10   | 暧昧         | 杨丞琳 |

### 创作人的话
柳重言《红豆》作曲人
当时王菲的制作人给我打了一通电话，说需要一首比较K的歌曲。挂了电话，我就在钢琴上弹了一些和弦，然后想着王菲的声音，歌曲的旋律就出来了。第一次听到这首歌时，感觉蛮兴奋的，因为是第一次给王菲写歌，觉得歌词特别浪漫、编曲特别好听。
刘志文《一笑而过》作曲人
《一笑而过》曲的部分其实是两个人合写的，另外一位创作人叫刘国明。这首歌在唱片公司放了蛮长的时间，几个月后才接到通知说那英会录用。当下非常兴奋，万万也没想到竟然是主打歌，之后引起非常大的回响，这是身为创作人的一种骄傲、一种成就。
姚若龙《情书》作词人
张学友以《吻别》在乐坛大获成功之后，唱片公司一直积极找寻另一首有潜力的流行金曲。我先想了“等待着别人给幸福的人，往往过得都不怎么幸福”这两句歌词，当作整首歌的概念，然后围绕着主旨建立人物、剧情、对话，并选择当时比较少男歌手采用的角色去创作，就是以好朋友的身份劝告一个为情所困的人。很高兴张学友以温暖诚挚的歌声，完美诠释。
林秋离《听海》作词人
《听海》这首歌，我想要描述的是，现代女子对感情的一种质疑，要不同于以往女方在两人分手后老是问：“你为什么离开我？”。我希望阿妹用一种比较坚定的语气去问对方，分手后你的心情是如何？也就是说，现代女子对感情不再被动。
潘协庆《出界》词曲作者
我觉得有太多的悲伤情歌，所以我希望郑秀文能够唱出有点豁达又有一点酸酸的感觉，于是歌曲在节奏上听起来蛮轻快，但歌词还是有一些对感情的无奈。
郭子《矜持》作曲人
当听到王菲的诠释，真的感到非常惊艳。她诠释了每一个人在爱情当中，那种易碎如琉璃，又晶莹剔透的心境。加上编曲屠颖以清唱的方式处理，以及杨明煌老师的制作，真的有一个人在家里面偷偷地将私密的心情绽放出来的感觉。
易家扬《遇见》作词人
听到林一峰的曲的时候，我认为不应该写成一般像在讲话的那种情歌，而是要写出眼睛里看到一个大世界的一些惊喜和期待。所以我写下眼睛所看到的事物的衔接：阴天－傍晚－车窗外－时间－天气－跟某人在某个地方－等待着一个什么样的人会出现。这是最原创的一个开始，接下来才加入很多在城市里生活的独立片段。例如阴天的地铁风，那是因为我搭地铁的时候会觉得有一道风比车还要快，会先吹到我们耳边，然后列车才出现。这些事物就慢慢在我的心里面呈现，最后组合成歌词。
小冷《暧昧》作曲人
这是我17岁时创作的。当时总喜欢哼哼唱唱，把自己随意唱出的旋律录起来，还记得每天早上会骑脚踏车上学，心里面想着心仪的女孩，就把这首歌给写出来了。只是，那时候不是暧昧，是自己一厢情愿的暗恋。

## 第二届 (2014)
全民投选千首金曲，“U选1000”排行榜出炉，黄小琥挤下乐坛天后王菲，凭K歌《没那么简单》登经典榜首！UFM1003自2013年8月首次举办“U选500”，让听众选出500首心目中最经典的歌曲，由于反应热烈，相隔半年，乘胜追击“加码”举办“U选1000”，让听众选出千首爱听的金曲，2014年4月14日傍晚完整成绩出炉。
黄小琥的一曲《没那么简单》，挤下之前登“U选500”榜首的天后王菲经典曲《红豆》，勇夺第一名。而“歌神”张学友的作品传唱度高，有多达27首入榜作品，是最多歌曲上榜的歌手。“U选1000”公投吸引过万票数，此次成绩大洗牌，之前登上“U选500”前十名的歌曲，成功再入“U选1000”十强的仅有王菲的《红豆》、阿妹的《听海》。之前的“十大”排名里，有新加坡歌手林俊杰、孙燕姿的作品，但本次“U选1000”公投成绩中，“十大”中不见新加坡歌手的作品，取而代之的是黎明、光良、张信哲等的歌曲，去年被视为遗珠的王杰，今年不但上榜，还以《一场游戏一场梦》登上第9。

### TOP10
| 排名 | 歌曲           | 歌手   |
| ---- | -------------- | ------ |
| 1    | 没那么简单     | 黄小琥 |
| 2    | 吻别           | 张学友 |
| 3    | 爱如潮水       | 张信哲 |
| 4    | 城里的月光     | 许美静 |
| 5    | 童话           | 光良   |
| 6    | 红豆           | 王菲   |
| 7    | 十年           | 陈奕迅 |
| 8    | 听海           | 张惠妹 |
| 9    | 一场游戏一场梦 | 王杰   |
| 10   | 今夜你会不会来 | 黎明   |

## 第三届 (2015)
“U选1000”2015成绩出炉，国宝歌后陈洁仪《家》风光登上榜首的位置，榜上前五名还包括光良《童话》、张惠妹《听海》、陈奕迅《十年》和黄小琥《没那么简单》。“U选1000”中文歌曲一千大，横跨华语歌坛不同阶段（1978-2015），是以听众的投票，对华语歌坛的一个总结。周杰伦、孙燕姿分别以39、25首歌曲位列千大，成为上榜歌曲最多的男女歌手；五月天和S.H.E则分别以24和16首歌曲上榜，位列乐团、组合之首。

### TOP10
| 排名 | 歌曲           | 歌手                   |
| ---- | -------------- | ---------------------- |
| 1    | 家             | 陈洁仪                 |
| 2    | 童话           | 光良                   |
| 3    | 听海           | 张惠妹                 |
| 4    | 十年           | 陈奕迅                 |
| 5    | 没那么简单     | 黄小琥                 |
| 6    | 吻别           | 张学友                 |
| 7    | 细水长流       | 梁文福、刘瑞政、王邦吉 |
| 8    | 一场游戏一场梦 | 王杰                   |
| 9    | 爱如潮水       | 张信哲                 |
| 10   | 心如刀割       | 张学友                 |

### 陈洁仪的话
第一次演唱这首歌《家》，是在1998年为国庆日录制的。那时候觉得这首歌的歌词完全符合了我当时的心情。那时候为了追逐当专业歌手的梦想，我长期在台湾住了4年，只有在宣传唱片或过农历年才有机会回家，所以那时候非常想家、想朋友、想念新加坡这个地方还有食物！当我读到《家》的歌词并且知道我将被选唱这首歌时，我就觉得这好像是上天赐给我的，让我能利用这首歌表达我当时候的心情。我觉得特别有意思的部分是“我的梦，无论在何方，一身的爱唯有家”。那时候的感觉就是这样子。为了追求我的梦想，我得到一个很远的地方去， 不过我的心永远是跟新加坡连在一起。大家常问我演唱了无数次的《家》，到底有什么不同的感觉？我觉得最大的不同是经过这么多年，我演唱时的共鸣变得越来越强烈，到某个阶段，会觉得这首歌已经不是我的，而是属于新加坡人的歌。所以演唱时的感觉是会觉得是和大家一起分享，我只是代表新加坡人把这首歌唱出来。我要特别感谢大家对《家》这首歌的支持，让它成为“U选1000”的冠军歌。我真的非常的开心和感动。

## 第四届 (2016)

### TOP10
| 排名 | 歌曲       | 歌手   |
| ---- | ---------- | ------ |
| 1    | 小幸运     | 田馥甄 |
| 2    | 听海       | 张惠妹 |
| 3    | 没那么简单 | 黄小琥 |
| 4    | 十年       | 陈奕迅 |
| 5    | 童话       | 光良   |
| 6    | 爱如潮水   | 张信哲 |
| 7    | 吻别       | 张学友 |
| 8    | 红豆       | 王菲   |
| 9    | 家         | 陈洁仪 |
| 10   | 过火       | 张信哲 |

## 第五届 (2017)
电台UFM 100.3的年度重头戏“U选1000”，2017年4月14日，在Bugis Square举行“终极倒数”现场广播。近3000人与全台DJ一起揭晓20大歌曲，现场一起大合唱，犹如巨型KTV。田馥甄的《小幸运》蝉联年度冠军歌曲，大家亮起手机的灯，一起高唱，现场一片荧光海，气氛热腾腾。
金曲歌王林俊杰最威风，共有三首歌打入十大，分别是《不为谁而作的歌》（第二）、《江南》（第六）、《修炼爱情》（第九）。林俊杰是“U选1000”举办五年以来，第一位以三首歌曲打入十大的歌手。

### TOP10
| 排名 | 歌曲           | 歌手   |
| ---- | -------------- | ------ |
| 1    | 小幸运         | 田馥甄 |
| 2    | 不为谁而作的歌 | 林俊杰 |
| 3    | 十年           | 陈奕迅 |
| 4    | 吻别           | 张学友 |
| 5    | 爱如潮水       | 张信哲 |
| 6    | 江南           | 林俊杰 |
| 7    | 没那么简单     | 黄小琥 |
| 8    | 一场游戏一场梦 | 王杰   |
| 9    | 修炼爱情       | 林俊杰 |
| 10   | 情书           | 张学友 |

## 第六届 (2018)

### TOP10
| 排名 | 歌曲           | 歌手           |
| ---- | -------------- | -------------- |
| 1    | 告白气球       | 周杰伦         |
| 2    | 不为谁而作的歌 | 林俊杰         |
| 3    | 什么歌         | 五月天         |
| 4    | 一场游戏一场梦 | 王杰           |
| 5    | 连名带姓       | 张惠妹         |
| 6    | 修炼爱情       | 林俊杰         |
| 7    | 你，好不好？   | 周兴哲         |
| 8    | 凉凉           | 张碧晨、杨宗纬 |
| 9    | 演员           | 薛之谦         |
| 10   | 小幸运         | 田馥甄         |

## 第7届 (2019)

### TOP10
| 排名 | 歌曲           | 歌手   |
| ---- | -------------- | ------ |
| 1    | 伟大的渺小     | 林俊杰 |
| 2    | 不为谁而作的歌 | 林俊杰 |
| 3    | 雪落下的声音   | 陆虎   |
| 4    | 说散就散       | 袁娅维 |
| 5    | 体面           | 于文文 |
| 6    | 有一种悲伤     | A-lin  |
| 7    | 小幸运         | 田馥甄 |
| 8    | 告白气球       | 周杰伦 |
| 9    | 三月里的小雨   | 刘文正 |
| 10   | 一场游戏一场梦 | 王杰   |

## 第8届 (2020)

### TOP10
| 排名 | 歌曲                             | 歌手           |
| ---- | -------------------------------- | -------------- |
| 1    | Stay With You (2020抗疫公益歌曲) | 林俊杰         |
| 2    | 说好不哭                         | 周杰伦、阿信   |
| 3    | 怎么了                           | 周兴哲         |
| 4    | 演员                             | 薛之谦         |
| 5    | 小幸运                           | 田馥甄         |
| 6    | 体面                             | 于文文         |
| 7    | 温柔 #MaydayBlue20th             | 五月天、孙燕姿 |
| 8    | 有一种悲伤                       | A-lin          |
| 9    | 对的时间点                       | 林俊杰         |
| 10   | 想见你想见你想见你               | 八三夭         |

## 第9届 (2021)

### TOP10
| 排名 | 歌曲                             | 歌手           |
| ---- | -------------------------------- | -------------- |
| 1    | 刻在我心底的名字                 | 卢广仲         |
| 2    | Stay With You (2020抗疫公益歌曲) | 林俊杰         |
| 3    | 飞鸟和蝉                         | 任然           |
| 4    | 说好不哭                         | 周杰伦、阿信   |
| 5    | 温柔 #MaydayBlue20th             | 五月天、孙燕姿 |
| 6    | 想见你想见你想见你               | 八三夭         |
| 7    | MOJITO                           | 周杰伦         |
| 8    | 怎么了                           | 周兴哲         |
| 9    | 阿拉斯加海湾                     | 菲道尔         |
| 10   | 白月光与朱砂痣                   | 大籽           |

## 第10届 (2022)
电台UFM 100.3年度音乐盛事“U选1000”迈入第十年，“终极倒数”活动时隔两年再次恢复实体活动，2022年5月6日，傍晚6时于Scape The Ground Theatre举行，这场闭门活动是冠病疫情两年前暴发以来电台的首个大型现场活动。
今年的冠军歌曲是台湾创作歌手韦礼安的 《如果可以》，这首歌是台湾电影《月老》的主题曲。位居第二的是中国大陆女歌手任然的《飞乌和蝉》，值得一提的是，这首网络神曲去年已在“U选1000”排名第三，今年跃升亚军歌曲；第三名是去年的冠军歌曲 《刻在我心底的名字》。

### TOP10
| 排名 | 歌曲             | 歌手   |
| ---- | ---------------- | ------ |
| 1    | 如果可以         | 韦礼安 |
| 2    | 飞鸟和蝉         | 任然   |
| 3    | 刻在我心底的名字 | 卢广仲 |
| 4    | 嘉宾             | 张远   |
| 5    | 热爱105°C的你    | 阿肆   |
| 6    | 阿拉斯加海湾     | 菲道尔 |
| 7    | 星辰大海         | 黄霄云 |
| 8    | 裹着心的光       | 林俊杰 |
| 9    | 你不属于我       | 周兴哲 |
| 10   | 起风了           | 吴青峰 |

## 第11届 (2023)
电台UFM 100.3招牌节目“U选1000”迈入第11年，2023年的“U选1000”玩法有所不同，让听众选出2004年到2023年，每一年的冠军歌曲并在“终极倒数”活动上揭晓。
20首冠军歌曲当中，本地歌王林俊杰有最多作品获听众票选为冠军歌曲，分别是2004年《江南》、2010年《她说》以及2013年《修炼爱情》。周兴哲紧跟在后，除了《以后别做朋友》称霸2014年榜单，他5月推出的新歌《挚友》是2023年的冠军歌曲。

### 20年冠军歌曲
| 年份 | 歌曲                 | 歌手           |
| ---- | -------------------- | -------------- |
| 2004 | 江南                 | 林俊杰         |
| 2005 | 童话                 | 光良           |
| 2006 | 千里之外             | 周杰伦、费玉清 |
| 2007 | 我怀念的             | 孙燕姿         |
| 2008 | 突然好想你           | 五月天         |
| 2009 | 地球上最浪漫的一首歌 | 黄鸿升         |
| 2010 | 她说                 | 林俊杰         |
| 2011 | 那些年               | 胡夏           |
| 2012 | 泡沫                 | 邓紫棋         |
| 2013 | 修炼爱情             | 林俊杰         |
| 2014 | 以后别做朋友         | 周兴哲         |
| 2015 | 演员                 | 薛之谦         |
| 2016 | 告白气球             | 周杰伦         |
| 2017 | 体面                 | 于文文         |
| 2018 | 有一种悲伤           | A-Lin          |
| 2019 | 想见你想见你想见你   | 八三夭         |
| 2020 | 嘉宾                 | 张远           |
| 2021 | 孤勇者               | 陈奕迅         |
| 2022 | 乌梅子酱             | 李荣浩         |
| 2023 | 挚友                 | 周兴哲         |

## 第12届 (2024)
天王天后天团爆冷不入三甲，网络神曲和音综爆款金曲崛起称霸“U选1000”！电台UFM100.3招牌节目“U选1000”迈入第12年，终极倒数活动星期六（10月19日）晚上7时于首都新加坡（Capitol Singapore）户外广场举行，吸引超过1000人到场。UFM100.3于5月推出新企划“天声一队”寻找最能唱响幸福的婚礼歌手，冠亚军乐队3 o’Hearts、AnchorBlanc与2023年“街头霸王”亚军雍宁萱也到现场献唱。
综观15大的成绩，网络歌曲和音综爆款歌曲几乎占一半，说明了这些歌曲近年来逐渐崛起，再加上社媒的“推波助澜”，增添歌曲的流量度和流行度，像冠军歌曲张远的《嘉宾》，曾分别在2022年和2023年进入“U选1000”。排在第二的则是马来西亚创作歌手菲道尔和Dior大颖的《在加纳共和国离婚》；季军是周深的《大鱼》。活动的最大亮点是，当揭晓排名第4的Energy《星期五晚上》，早班“The Play Show”的叶丽梅、张承尧和詹靖禾，一身舞蹈员装扮大跳“搞笑版”的“16蹲”，不但引来哄堂，全场更是嗨翻。

### TOP10
| 排名 | 歌曲             | 歌手         |
| ---- | ---------------- | ------------ |
| 1    | 嘉宾             | 张远         |
| 2    | 在加纳共和国离婚 | 菲道尔＋大颖 |
| 3    | 大鱼             | 周深         |
| 4    | 星期五晚上       | Energy       |
| 5    | 从前说           | 小阿七       |
| 6    | 五十年以后       | 海来阿木     |
| 7    | 一千年以后       | 林俊杰       |
| 8    | 倔强             | 五月天       |
| 9    | 总会有人         | 承桓         |
| 10   | 刻在我心底的名字 | 卢广仲       |